# Oriveden Ponnistus
Oriveden Ponnistus är en idrottsförening från Orivesi, Finland. Föreningen bildades 1908 och har aktivitet inom många sporter. Föreningen har nått sina största framgångar i volleyboll där damlaget debuterade i högsta ligan 1979, blev finska mästare 1997 och har vunnit finska cupen tre gånger (1996, 1997 och 2018).